# Vivid Vice
Vivid Vice (estilizado como VIVID VICE) es el primer EP de la banda japonesa Who-ya Extended. Fue lanzado el 17 de febrero de 2021 por Sony Music Entertainment Japan. El disco se lanzó en tres versiones: edición regular, primera edición limitada y edición limitada. El DVD de la primera edición limitada incluye el vídeo musical del sencillo «Vivid Vice». El DVD edición limitada incluye una portada basada en el anime Jujutsu Kaisen. Este disco se centra en la «sensación de correr» y la «sensación de velocidad» a lo largo de todas las canciones.

## Lista de canciones
Todas las canciones escritas y compuestas por Who-ya Extended. 
| Edición regular |                             |          |  |
| N.º             | Título                      | Duración |  |
| 1.              | «Vivid Vice»                | 3:05     |  |
| 2.              | «The Master Mind»           | 3:27     |  |
| 3.              | «Vivid Bang»                | 3:06     |  |
| 4.              | «Enough is Enough»          | 4:12     |  |
| 5.              | «Vivid Vice» (Instrumental) | 3:05     |  |
| 16:34           |                             |          |  |

| Edición limitada |                             |          |  |
| N.º              | Título                      | Duración |  |
| 1.               | «Vivid Vice'»               | 3:05     |  |
| 2.               | «The Master Mind»           | 3:27     |  |
| 3.               | «Vivid Bang»                | 3:06     |  |
| 4.               | «Enough is Enough»          | 4:12     |  |
| 5.               | «Vivid Vice» (TV size)      | 1:33     |  |
| 6.               | «Vivid Vice» (Instrumental) | 3:05     |  |
| 18:26            |                             |          |  |

## Recepción
Un editor de Billboard Japan comentó que el disco está basado en el hecho de que ha superado firmemente las «expectativas» imposibles de evitar en un trabajo como este, «los personajes principales que crecen a través de la peleas con las maldiciones, pasan sus obstáculos y 'Vivid Vice', que se planteó y mezcló con la letra y la imagen sonora de la canción, no decepcionó a los espectadores que estaban fascinados por la visión del mundo del anime». Animage dice: «Si bien hay frases cercanas a la ansiedad, como 'aquellas opciones parecen trampas' y 'da un paso adelante', también hay frases fuertes como 'no me detendré' y 'estar enojado'. Sin embargo, proyecta una sombra en el corazón del oyente por un momento. Un sonido triste de guitarra, una batería edificante, un bajo y letras que exprimen la forma del corazón se superponen con la vívida animación de Jujutsu Kaisen, también vemos 'heridas' en nosotros mismos. Creo que esta visión del mundo es el gran atractivo de 'Vivid Vice'». Funplus Music dijo que: "La característica más importante de esta canción es que tiene varios conflictos, como lo simboliza el título 'Vivid Vice', que es una combinación de las palabras 'vívido' y 'vicio'. Mientras que la batería parece que sigue adelante, el bajo toca melodías líricas serias y la guitarra usa hábilmente los tonos de cada estrofa delicadamente para expresar el paisaje mental de la canción. Si bien cada expresión es diferente, el equilibrio es el estilo de vida de los jóvenes, en la que la ansiedad, la ira, la esperanza, la tristeza y la alegría continúan avanzando mientras continúan confundidos.

## Posicionamiento en listas
| Lista (2021)                | Mejor posición |
| --------------------------- | -------------- |
| Japón (Japanese Hot Albums) | 12             |
| Japón (Oricon)              | 7              |